# Gryon austrafricanum
Gryon austrafricanum är en stekelart som beskrevs av G. Mineo 1979. Gryon austrafricanum ingår i släktet Gryon och familjen Scelionidae. Inga underarter finns listade i Catalogue of Life.